# Noirétable
Noirétable is een gemeente in het Franse departement Loire (regio Auvergne-Rhône-Alpes). De plaats maakt deel uit van het arrondissement Montbrison. Noirétable telde op 1 januari 2022 1.587 inwoners.

## Geografie
De oppervlakte van Noirétable bedroeg op 1 januari 2022 40,34 vierkante kilometer; de bevolkingsdichtheid was toen 39,3 inwoners per km².

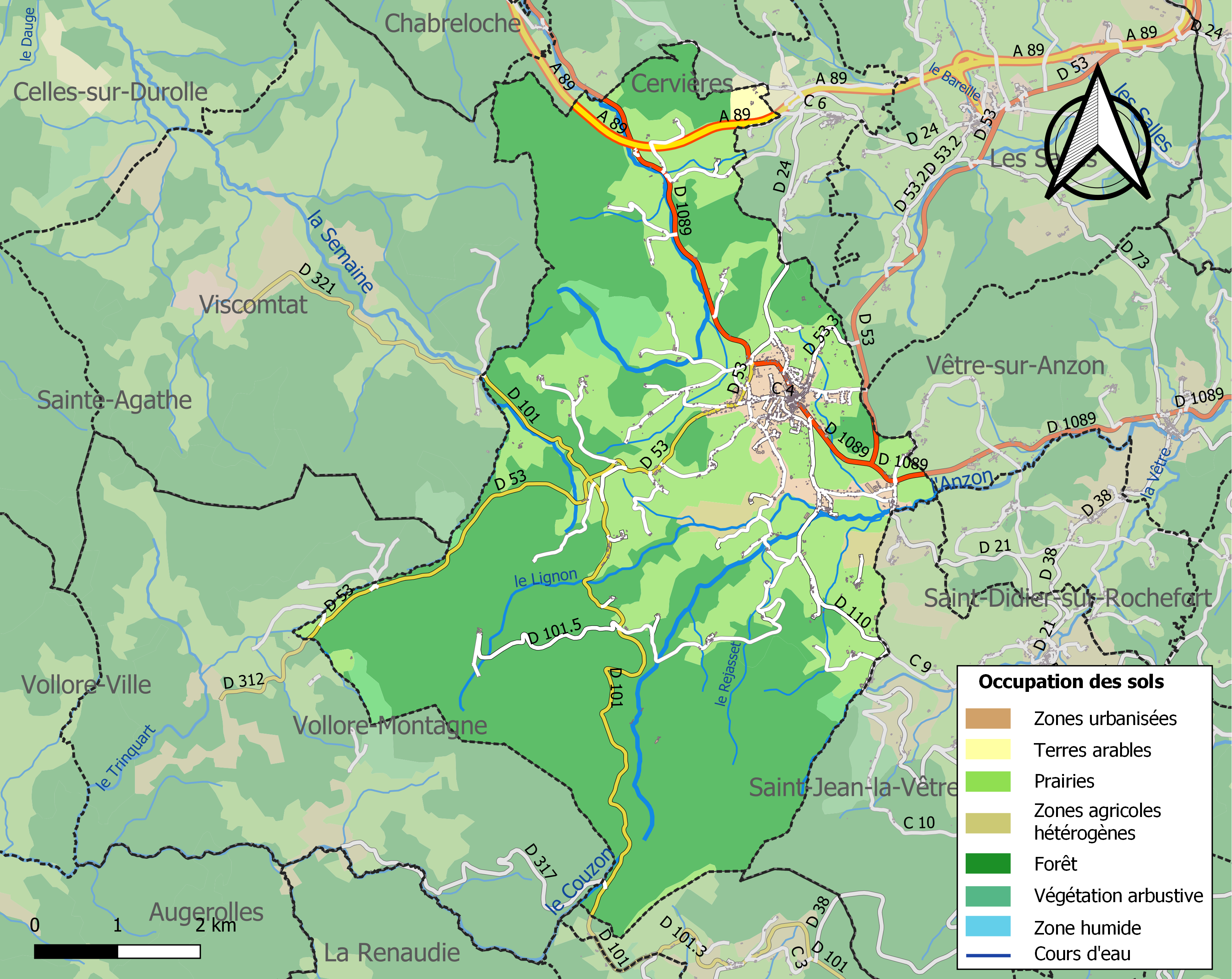
Kaart van de gemeente met de belangrijkste infrastructuur, bodemgebruik en omliggende gemeenten

## Verkeer en vervoer
In de gemeente ligt spoorwegstation Noirétable.

## Demografie
Onderstaande figuur toont het verloop van het inwonertal (bron: INSEE-tellingen).